# Unicodeblock Nyiakeng Puachue Hmong
Der Unicodeblock Nyiakeng Puachue Hmong (U+1B130 bis U+1B16F) enthält die Schriftzeichen der Hmong-Sprache, die zu den Sprachen der Miao gehört.

## Liste
| Unicodenummer    | Zeichen (400 %) | Kategorie                               | Bidirektionale Klasse       | Offizielle Bezeichnung                       | Beschreibung                                  |
| ---------------- | --------------- | --------------------------------------- | --------------------------- | -------------------------------------------- | --------------------------------------------- |
| U+1E100 (123136) | 𞄀               | anderer Buchstabe, Silbe oder Ideogramm | links nach rechts           | NYIAKENG PUACHUE HMONG LETTER MA             | Nyiakeng-Puachue-Hmong-Buchstabe Ma           |
| U+1E101 (123137) | 𞄁               | anderer Buchstabe, Silbe oder Ideogramm | links nach rechts           | NYIAKENG PUACHUE HMONG LETTER TSA            | Nyiakeng-Puachue-Hmong-Buchstabe Tsa          |
| U+1E102 (123138) | 𞄂               | anderer Buchstabe, Silbe oder Ideogramm | links nach rechts           | NYIAKENG PUACHUE HMONG LETTER NTA            | Nyiakeng-Puachue-Hmong-Buchstabe Nta          |
| U+1E103 (123139) | 𞄃               | anderer Buchstabe, Silbe oder Ideogramm | links nach rechts           | NYIAKENG PUACHUE HMONG LETTER TA             | Nyiakeng-Puachue-Hmong-Buchstabe Ta           |
| U+1E104 (123140) | 𞄄               | anderer Buchstabe, Silbe oder Ideogramm | links nach rechts           | NYIAKENG PUACHUE HMONG LETTER HA             | Nyiakeng-Puachue-Hmong-Buchstabe Ha           |
| U+1E105 (123141) | 𞄅               | anderer Buchstabe, Silbe oder Ideogramm | links nach rechts           | NYIAKENG PUACHUE HMONG LETTER NA             | Nyiakeng-Puachue-Hmong-Buchstabe Na           |
| U+1E106 (123142) | 𞄆               | anderer Buchstabe, Silbe oder Ideogramm | links nach rechts           | NYIAKENG PUACHUE HMONG LETTER XA             | Nyiakeng-Puachue-Hmong-Buchstabe Xa           |
| U+1E107 (123143) | 𞄇               | anderer Buchstabe, Silbe oder Ideogramm | links nach rechts           | NYIAKENG PUACHUE HMONG LETTER NKA            | Nyiakeng-Puachue-Hmong-Buchstabe Nka          |
| U+1E108 (123144) | 𞄈               | anderer Buchstabe, Silbe oder Ideogramm | links nach rechts           | NYIAKENG PUACHUE HMONG LETTER CA             | Nyiakeng-Puachue-Hmong-Buchstabe Ca           |
| U+1E109 (123145) | 𞄉               | anderer Buchstabe, Silbe oder Ideogramm | links nach rechts           | NYIAKENG PUACHUE HMONG LETTER LA             | Nyiakeng-Puachue-Hmong-Buchstabe La           |
| U+1E10A (123146) | 𞄊               | anderer Buchstabe, Silbe oder Ideogramm | links nach rechts           | NYIAKENG PUACHUE HMONG LETTER SA             | Nyiakeng-Puachue-Hmong-Buchstabe Sa           |
| U+1E10B (123147) | 𞄋               | anderer Buchstabe, Silbe oder Ideogramm | links nach rechts           | NYIAKENG PUACHUE HMONG LETTER ZA             | Nyiakeng-Puachue-Hmong-Buchstabe Za           |
| U+1E10C (123148) | 𞄌               | anderer Buchstabe, Silbe oder Ideogramm | links nach rechts           | NYIAKENG PUACHUE HMONG LETTER NCA            | Nyiakeng-Puachue-Hmong-Buchstabe Nca          |
| U+1E10D (123149) | 𞄍               | anderer Buchstabe, Silbe oder Ideogramm | links nach rechts           | NYIAKENG PUACHUE HMONG LETTER NTSA           | Nyiakeng-Puachue-Hmong-Buchstabe Ntsa         |
| U+1E10E (123150) | 𞄎               | anderer Buchstabe, Silbe oder Ideogramm | links nach rechts           | NYIAKENG PUACHUE HMONG LETTER KA             | Nyiakeng-Puachue-Hmong-Buchstabe Ka           |
| U+1E10F (123151) | 𞄏               | anderer Buchstabe, Silbe oder Ideogramm | links nach rechts           | NYIAKENG PUACHUE HMONG LETTER DA             | Nyiakeng-Puachue-Hmong-Buchstabe Da           |
| U+1E110 (123152) | 𞄐               | anderer Buchstabe, Silbe oder Ideogramm | links nach rechts           | NYIAKENG PUACHUE HMONG LETTER NYA            | Nyiakeng-Puachue-Hmong-Buchstabe Nya          |
| U+1E111 (123153) | 𞄑               | anderer Buchstabe, Silbe oder Ideogramm | links nach rechts           | NYIAKENG PUACHUE HMONG LETTER NRA            | Nyiakeng-Puachue-Hmong-Buchstabe Nra          |
| U+1E112 (123154) | 𞄒               | anderer Buchstabe, Silbe oder Ideogramm | links nach rechts           | NYIAKENG PUACHUE HMONG LETTER VA             | Nyiakeng-Puachue-Hmong-Buchstabe Va           |
| U+1E113 (123155) | 𞄓               | anderer Buchstabe, Silbe oder Ideogramm | links nach rechts           | NYIAKENG PUACHUE HMONG LETTER NTXA           | Nyiakeng-Puachue-Hmong-Buchstabe Ntxa         |
| U+1E114 (123156) | 𞄔               | anderer Buchstabe, Silbe oder Ideogramm | links nach rechts           | NYIAKENG PUACHUE HMONG LETTER TXA            | Nyiakeng-Puachue-Hmong-Buchstabe Txa          |
| U+1E115 (123157) | 𞄕               | anderer Buchstabe, Silbe oder Ideogramm | links nach rechts           | NYIAKENG PUACHUE HMONG LETTER FA             | Nyiakeng-Puachue-Hmong-Buchstabe Fa           |
| U+1E116 (123158) | 𞄖               | anderer Buchstabe, Silbe oder Ideogramm | links nach rechts           | NYIAKENG PUACHUE HMONG LETTER RA             | Nyiakeng-Puachue-Hmong-Buchstabe Ra           |
| U+1E117 (123159) | 𞄗               | anderer Buchstabe, Silbe oder Ideogramm | links nach rechts           | NYIAKENG PUACHUE HMONG LETTER QA             | Nyiakeng-Puachue-Hmong-Buchstabe Qa           |
| U+1E118 (123160) | 𞄘               | anderer Buchstabe, Silbe oder Ideogramm | links nach rechts           | NYIAKENG PUACHUE HMONG LETTER YA             | Nyiakeng-Puachue-Hmong-Buchstabe Ya           |
| U+1E119 (123161) | 𞄙               | anderer Buchstabe, Silbe oder Ideogramm | links nach rechts           | NYIAKENG PUACHUE HMONG LETTER NQA            | Nyiakeng-Puachue-Hmong-Buchstabe Nqa          |
| U+1E11A (123162) | 𞄚               | anderer Buchstabe, Silbe oder Ideogramm | links nach rechts           | NYIAKENG PUACHUE HMONG LETTER PA             | Nyiakeng-Puachue-Hmong-Buchstabe Pa           |
| U+1E11B (123163) | 𞄛               | anderer Buchstabe, Silbe oder Ideogramm | links nach rechts           | NYIAKENG PUACHUE HMONG LETTER XYA            | Nyiakeng-Puachue-Hmong-Buchstabe Xya          |
| U+1E11C (123164) | 𞄜               | anderer Buchstabe, Silbe oder Ideogramm | links nach rechts           | NYIAKENG PUACHUE HMONG LETTER NPA            | Nyiakeng-Puachue-Hmong-Buchstabe Npa          |
| U+1E11D (123165) | 𞄝               | anderer Buchstabe, Silbe oder Ideogramm | links nach rechts           | NYIAKENG PUACHUE HMONG LETTER DLA            | Nyiakeng-Puachue-Hmong-Buchstabe Dla          |
| U+1E11E (123166) | 𞄞               | anderer Buchstabe, Silbe oder Ideogramm | links nach rechts           | NYIAKENG PUACHUE HMONG LETTER NPLA           | Nyiakeng-Puachue-Hmong-Buchstabe Npla         |
| U+1E11F (123167) | 𞄟               | anderer Buchstabe, Silbe oder Ideogramm | links nach rechts           | NYIAKENG PUACHUE HMONG LETTER HAH            | Nyiakeng-Puachue-Hmong-Buchstabe Hah          |
| U+1E120 (123168) | 𞄠               | anderer Buchstabe, Silbe oder Ideogramm | links nach rechts           | NYIAKENG PUACHUE HMONG LETTER MLA            | Nyiakeng-Puachue-Hmong-Buchstabe Mla          |
| U+1E121 (123169) | 𞄡               | anderer Buchstabe, Silbe oder Ideogramm | links nach rechts           | NYIAKENG PUACHUE HMONG LETTER PLA            | Nyiakeng-Puachue-Hmong-Buchstabe Pla          |
| U+1E122 (123170) | 𞄢               | anderer Buchstabe, Silbe oder Ideogramm | links nach rechts           | NYIAKENG PUACHUE HMONG LETTER GA             | Nyiakeng-Puachue-Hmong-Buchstabe Ga           |
| U+1E123 (123171) | 𞄣               | anderer Buchstabe, Silbe oder Ideogramm | links nach rechts           | NYIAKENG PUACHUE HMONG LETTER RRA            | Nyiakeng-Puachue-Hmong-Buchstabe Rra          |
| U+1E124 (123172) | 𞄤               | anderer Buchstabe, Silbe oder Ideogramm | links nach rechts           | NYIAKENG PUACHUE HMONG LETTER A              | Nyiakeng-Puachue-Hmong-Buchstabe A            |
| U+1E125 (123173) | 𞄥               | anderer Buchstabe, Silbe oder Ideogramm | links nach rechts           | NYIAKENG PUACHUE HMONG LETTER AA             | Nyiakeng-Puachue-Hmong-Buchstabe Aa           |
| U+1E126 (123174) | 𞄦               | anderer Buchstabe, Silbe oder Ideogramm | links nach rechts           | NYIAKENG PUACHUE HMONG LETTER I              | Nyiakeng-Puachue-Hmong-Buchstabe I            |
| U+1E127 (123175) | 𞄧               | anderer Buchstabe, Silbe oder Ideogramm | links nach rechts           | NYIAKENG PUACHUE HMONG LETTER U              | Nyiakeng-Puachue-Hmong-Buchstabe U            |
| U+1E128 (123176) | 𞄨               | anderer Buchstabe, Silbe oder Ideogramm | links nach rechts           | NYIAKENG PUACHUE HMONG LETTER O              | Nyiakeng-Puachue-Hmong-Buchstabe O            |
| U+1E129 (123177) | 𞄩               | anderer Buchstabe, Silbe oder Ideogramm | links nach rechts           | NYIAKENG PUACHUE HMONG LETTER OO             | Nyiakeng-Puachue-Hmong-Buchstabe Oo           |
| U+1E12A (123178) | 𞄪               | anderer Buchstabe, Silbe oder Ideogramm | links nach rechts           | NYIAKENG PUACHUE HMONG LETTER E              | Nyiakeng-Puachue-Hmong-Buchstabe E            |
| U+1E12B (123179) | 𞄫               | anderer Buchstabe, Silbe oder Ideogramm | links nach rechts           | NYIAKENG PUACHUE HMONG LETTER EE             | Nyiakeng-Puachue-Hmong-Buchstabe Ee           |
| U+1E12C (123180) | 𞄬               | anderer Buchstabe, Silbe oder Ideogramm | links nach rechts           | NYIAKENG PUACHUE HMONG LETTER W              | Nyiakeng-Puachue-Hmong-Buchstabe W            |
| U+1E130 (123184) | 𞄰                | Markierung ohne Extrabreite             | Markierung ohne Extrabreite | NYIAKENG PUACHUE HMONG TONE-B                | Nyiakeng-Puachue-Hmong-Tonzeichen B           |
| U+1E131 (123185) | 𞄱                | Markierung ohne Extrabreite             | Markierung ohne Extrabreite | NYIAKENG PUACHUE HMONG TONE-M                | Nyiakeng-Puachue-Hmong-Tonzeichen M           |
| U+1E132 (123186) | 𞄲                | Markierung ohne Extrabreite             | Markierung ohne Extrabreite | NYIAKENG PUACHUE HMONG TONE-J                | Nyiakeng-Puachue-Hmong-Tonzeichen J           |
| U+1E133 (123187) | 𞄳                | Markierung ohne Extrabreite             | Markierung ohne Extrabreite | NYIAKENG PUACHUE HMONG TONE-V                | Nyiakeng-Puachue-Hmong-Tonzeichen V           |
| U+1E134 (123188) | 𞄴                | Markierung ohne Extrabreite             | Markierung ohne Extrabreite | NYIAKENG PUACHUE HMONG TONE-S                | Nyiakeng-Puachue-Hmong-Tonzeichen S           |
| U+1E135 (123189) | 𞄵                | Markierung ohne Extrabreite             | Markierung ohne Extrabreite | NYIAKENG PUACHUE HMONG TONE-G                | Nyiakeng-Puachue-Hmong-Tonzeichen G           |
| U+1E136 (123190) | 𞄶                | Markierung ohne Extrabreite             | Markierung ohne Extrabreite | NYIAKENG PUACHUE HMONG TONE-D                | Nyiakeng-Puachue-Hmong-Tonzeichen D           |
| U+1E137 (123191) | 𞄷               | modifizierender Buchstabe               | links nach rechts           | NYIAKENG PUACHUE HMONG SIGN FOR PERSON       | Nyiakeng-Puachue-Hmong-Zeichen für Person     |
| U+1E138 (123192) | 𞄸               | modifizierender Buchstabe               | links nach rechts           | NYIAKENG PUACHUE HMONG SIGN FOR THING        | Nyiakeng-Puachue-Hmong-Zeichen für Sache      |
| U+1E139 (123193) | 𞄹               | modifizierender Buchstabe               | links nach rechts           | NYIAKENG PUACHUE HMONG SIGN FOR LOCATION     | Nyiakeng-Puachue-Hmong-Zeichen für Ort        |
| U+1E13A (123194) | 𞄺               | modifizierender Buchstabe               | links nach rechts           | NYIAKENG PUACHUE HMONG SIGN FOR ANIMAL       | Nyiakeng-Puachue-Hmong-Zeichen für Tier       |
| U+1E13B (123195) | 𞄻               | modifizierender Buchstabe               | links nach rechts           | NYIAKENG PUACHUE HMONG SIGN FOR INVERTEBRATE | Nyiakeng-Puachue-Hmong-Zeichen für Wirbellose |
| U+1E13C (123196) | 𞄼               | modifizierender Buchstabe               | links nach rechts           | NYIAKENG PUACHUE HMONG SIGN XW XW            | Nyiakeng-Puachue-Hmong-Zeichen Xw Xw          |
| U+1E13D (123197) | 𞄽               | modifizierender Buchstabe               | links nach rechts           | NYIAKENG PUACHUE HMONG SYLLABLE LENGTHENER   | Nyiakeng-Puachue-Hmong-Silbenverlängerer      |
| U+1E140 (123200) | 𞅀               | Dezimalziffer                           | links nach rechts           | NYIAKENG PUACHUE HMONG DIGIT ZERO            | Nyiakeng-Puachue-Hmong-Ziffer Null            |
| U+1E141 (123201) | 𞅁               | Dezimalziffer                           | links nach rechts           | NYIAKENG PUACHUE HMONG DIGIT ONE             | Nyiakeng-Puachue-Hmong-Ziffer Eins            |
| U+1E142 (123202) | 𞅂               | Dezimalziffer                           | links nach rechts           | NYIAKENG PUACHUE HMONG DIGIT TWO             | Nyiakeng-Puachue-Hmong-Ziffer Zwei            |
| U+1E143 (123203) | 𞅃               | Dezimalziffer                           | links nach rechts           | NYIAKENG PUACHUE HMONG DIGIT THREE           | Nyiakeng-Puachue-Hmong-Ziffer Drei            |
| U+1E144 (123204) | 𞅄               | Dezimalziffer                           | links nach rechts           | NYIAKENG PUACHUE HMONG DIGIT FOUR            | Nyiakeng-Puachue-Hmong-Ziffer Vier            |
| U+1E145 (123205) | 𞅅               | Dezimalziffer                           | links nach rechts           | NYIAKENG PUACHUE HMONG DIGIT FIVE            | Nyiakeng-Puachue-Hmong-Ziffer Fünf            |
| U+1E146 (123206) | 𞅆               | Dezimalziffer                           | links nach rechts           | NYIAKENG PUACHUE HMONG DIGIT SIX             | Nyiakeng-Puachue-Hmong-Ziffer Sechs           |
| U+1E147 (123207) | 𞅇               | Dezimalziffer                           | links nach rechts           | NYIAKENG PUACHUE HMONG DIGIT SEVEN           | Nyiakeng-Puachue-Hmong-Ziffer Sieben          |
| U+1E148 (123208) | 𞅈               | Dezimalziffer                           | links nach rechts           | NYIAKENG PUACHUE HMONG DIGIT EIGHT           | Nyiakeng-Puachue-Hmong-Ziffer Acht            |
| U+1E149 (123209) | 𞅉               | Dezimalziffer                           | links nach rechts           | NYIAKENG PUACHUE HMONG DIGIT NINE            | Nyiakeng-Puachue-Hmong-Ziffer Neun            |
| U+1E14E (123214) | 𞅎               | anderer Buchstabe, Silbe oder Ideogramm | links nach rechts           | NYIAKENG PUACHUE HMONG LOGOGRAM NYAJ         | Nyiakeng-Puachue-Hmong-Logogramm Nyaj         |
| U+1E14F (123215) | 𞅏               | anderes Symbol                          | links nach rechts           | NYIAKENG PUACHUE HMONG CIRCLED CA            | Eingekreistes Nyiakeng-Puachue-Hmong-Ca       |